# Grammorhoe custodiata
Grammorhoe custodiata är en fjärilsart som beskrevs av Guenée sensu Warren 1905. Grammorhoe custodiata ingår i släktet Grammorhoe och familjen mätare. Inga underarter finns listade i Catalogue of Life.